# 発作 (印西市)
発作（ほっさく）は、千葉県印西市の大字。郵便番号270-1361。

## 地理
北は我孫子市相島新田、我孫子市相島、我孫子市布佐、北東は相嶋、浅間前、東は大森、南東は亀成、南は浦部、白幡、南西は浦部村新田、西は柏市布瀬新田、柏市千間橋、北西は我孫子市下沼田に隣接している。

## 世帯数と人口
2017年（平成29年）10月31日現在の世帯数と人口は以下の通りである。
| 大字 | 世帯数  | 人口  |
| ---- | ------- | ----- |
| 発作 | 121世帯 | 311人 |

## 施設
- 発作上集会所
- 発作下青年館
- 大杉神社
- 厳島神社
- 国土交通省北千葉揚排水機場
- 手賀沼終末処理場
- 発作橋水位観測所
- 発作排水機場

## 交通

### 道路
- 国道
  - 国道356号
- 主要地方道
  - 千葉県道59号市川印西線
- 都道府県道
  - 千葉県道282号柏印西線